# Tessères de Pasom-mana
Pasom-mana Tesserae
Pour les articles homonymes, voir Pasom-mana.
Les tessères de Pasom-mana (désignation internationale : Pasom-mana Tesserae) sont un ensemble de terrains polygonaux situé sur Vénus dans le quadrangle d'Agnesi. Il a été nommé en référence à Pasom-mana, déesse hopis des rêves et de la folie.